# Robert O. Tyler
Robert Ogden Tyler 31. december 1831 – 1. december 1874) var en amerikansk officer, som var general under den amerikanske borgerkrig. Han er bedst kendt som leder af artillerireserven i Army of the Potomac, bl.a. i Slaget ved Gettysburg i juli 1863, hvor mange af hans artilleribatterier spillede en stor rolle i Unionens sejr. Tyler førte senere en division af tungt artilleri, der var ændret til infanteri under Overland kampagnen i 1864, hvor han blev alvorligt såret og overført til administrative opgaver i resten af krigen.

## Tidlige år og karriere
Tyler blev født i en lille bebyggelse ved havn Hunter i New York som søn af Frederick og Sophia (née Sharp) Tyler. Han var en nevø af Daniel Tyler, som også kom til at gøre tjeneste som general i borgerkrigen. Han blev optaget på West Point og tog eksamen som nr. 22 i sin årgang i 1853. Han blev midlertidig sekondløjtnant i artilleriet og gjorde efterfølgende tjeneste forskellige steder i USA.
Tyler gjorde tjeneste ved artilleriet i Utah under krigen dér, og var blandt de officerer som underskrev en anmodning om, at den kontroversielle mormonleder Brigham Young blev genindsat som guvernør.

## Borgerkrigen
Under krisen i april 1861 ved Fort Sumter i Charleston, South Carolina, var Tyler med i en hastigt samlet undsættelsesstyrke, som uden held forsøgte at forstærke den belejrede garnison. I september samme år blev han udnævnt til oberst for 4th Connecticut Infantry. Tyler begyndte at træne sin mænd som artillerister, og regimentet skiftede med tiden navn til 1st Connecticut Heavy Artillery.
Regimentet deltog i Peninsula kampagnen, og Tyler kommanderede belejringstropperne i Army of the Potomac under generalmajor George B. McClellan. Den 29. november 1862 blev Tyler forfremmet til brigadegeneral og fik kommandoen over artilleriet i "Center Grand Division" i hæren. Hans kanoner deltog i Slaget ved Fredericksburg, hvor de gav artilleristøtte til den række af angreb, som blev gennemført mod sydstatshærens positioner på højderne nær Fredericksburg.
Generalmajor Joseph Hooker overtog kommandoen over Army of the Potomac og reorganiserede den, hvorved han skabte en formel artillerireserve under Tylers kommando. Tyler kommanderede reserven under slagene ved Chancellorsville og Gettysburg, hvor mange af hans kanoner var med til at slå sydstatshærens angreb på unionsstillinger såsom
Cemetery Ridge og Cemetery Hill tilbage, foruden Picketts angreb den 3. juli. Tyler deltog også i efterårets Bristoe kampagnen og Mine Run kampagnen, men spillede kun en mindre rolle.
I begyndelsen af 1864 fik Tyler kommandoen over en infanteridivision udelukkende bestående af tunge artilleriregimenter, som han førte i slaget ved Spotsylvania Court House og Slaget ved Cold Harbor. I det sidste slag blev Tyler alvorligt såret i foden, hvilket forhindrede, at han deltog i feltoperationer i resten af krigen. Efter at være kommet sig beklædte Tyler en række administrative poster.

## Karriere efter krigen
Ved krigens slutning belønnede krigsministeriet mange officerer med midlertidige forfremmelser med rang fra marts 1865. Tyler blev forfremmet til midlertidig generalmajor i den frivillige hær "for stort mod i slaget ved Cold Harbor". I 1866 afmønstrede han den frivillige hær og blev udnævnt til oberstløjtnant i den regulære hær, hvor han gjorde tjeneste som stedfortræder for generalkvartermesteren.
Hans sår i krigen bidrog til hans svigtende helbred, og Tyler døde i Boston, Massachusetts i en alder af 42 år. Han ligger begravet på Cedar Hill Cemetery i Hartford. Inden han døde, nåede han at færdiggøre sin selvbiografi Memoir of Brevet Major-General Robert Ogden Tyler (Philadelphia: J.B. Lippincott, 1878).
Robert O. Tyler Post #50 af Grand Army of the Republic i Hartford blev opkaldt til ære for ham.

## Eksterne links
- Monument over Tyler og artillerireserven i Gettysburg National Military Park
- Artillery Reserve mindeplade i Frederick County, Maryland Arkiveret 9. juni 2011 hos  Wayback Machine